# Ngày Hàng hải Trung Quốc
Ngày Hàng hải Trung Quốc (tiếng Trung: 中国航海日; bính âm: hanghairi) được tổ chức vào ngày 11 tháng 7 năm 2005 đánh dấu chuyến hành trình đầu tiên của Trịnh Hòa.  Ngày này đánh dấu kỷ niệm 600 năm hành trình vượt biển của Trịnh Hòa, nhà hàng hải thời Minh (1368–1644) đã thực hiện bảy chuyến thám hiểm hòng thể hiện sức mạnh của Trung Quốc với phần còn lại của thế giới, dưới quyền chỉ huy của Vĩnh Lạc Đế. Những chuyến đi này nhằm mục đích chứng minh cho người dân Trung Quốc thấy rằng kẻ soán vị Chu Đệ mới xứng đáng với ngôi hoàng đế và thần linh đã trao Thiên mệnh cho ông ta. Việc tổ chức lễ kỷ niệm này nhằm tôn vinh cam kết của Trung Quốc đối với Tổ chức Hàng hải Quốc tế mà nước này là thành viên.